# Промышленный музей Дерби
Музе́й индустри́и Де́рби (англ. Derby Industrial Museum, также известен как «Шёлковая фабрика», англ. The Silk Mill) — музей промышленности и истории великобританского города Дерби, открывшийся 29 ноября 1974 года. Особый упор в экспозициях музея сделан на железнодорожной отрасли и освещении продукции фирмы Rolls-Royce plc, британской компании, специализирующейся на авиационных двигателях и силовых установках для судов и промышленности. Также представлены горнодобывающая промышленность, керамика и литейное дело. В музее проходили временные выставки и образовательные программы.

## История фабрики
Музей расположен в бывшем здании шёлковой фабрики Lombe’s Mill, первой фабрики по производству шёлка и южной точки включённого в 2001 году во Всемирное наследие ЮНЕСКО в Великобритании комплекса фабрик в долине реки Дервент. Фабрика строилась в 1702 и 1717 годы после возвращения из Пьемонта Джона Ломбе с шелкопрядными машинами filatoio и torcitoio; архитектор — Джордж Сороколд. Традиционно для производства шёлка использовались прялки, и машины должны были составить серьёзную конкуренцию; однако, для них требовалось большое количество энергии. Джон Ломбе умер в 1722 году при загадочных обстоятельствах, и, как полагали, был отравлен итальянским убийцей в наказание за воровство их коммерческой тайны.
В 1739 году фабрика была продана Томасу Уилсону (Thomas Wilson).
Шёлковый комбинат был одной из туристических достопримечательностей Дерби; его посетил Босуэлл в сентябре 1777 года. Не все посетители были впечатлены условиями работы. Торрингтон прокомментировал их так: «жара, воняет и шумно», в то время как Фэрхолт в 1835 году был потрясён болезненным видом детей из бедных семей.
Производство шёлка было прекращено в 1908 году, когда новый владелец, FW Hampshire и Co, решил выпускать липкие ловушки на мух и лекарства от кашля.
5 декабря 1910 года на фабрике произошёл пожар, после которого восточная сторона здания упала в реку. Здание было отстроено, но уже трёхэтажным вместо прежних пяти этажей. Пожар на шёлковой фабрике Дерби 1910 года запечатлён на картине акварелиста Альфреда Джона Кина.
В 1920-е годы здание принадлежало Electricity Authority, использовавшего его для магазинов, мастерских и столовой.
3 апреля 2011 года музей был закрыт Городским советом Дерби, чтобы высвободить деньги на реконструкцию ряда других музеев. Какой-либо даты открытия музея вновь в ближайшие два года в отчёте, объясняющем причины закрытия, объявлено не было. Однако отмечено, что открытие состоится так скоро, как это будет возможно, учитывая роль музея и его «положительное влияние на будущее города».